# Tomos

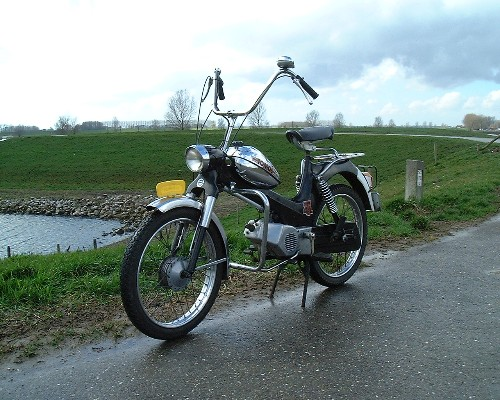
Moped „Tomos 4L“, um 1972, vermutlich aus niederländischer Produktion

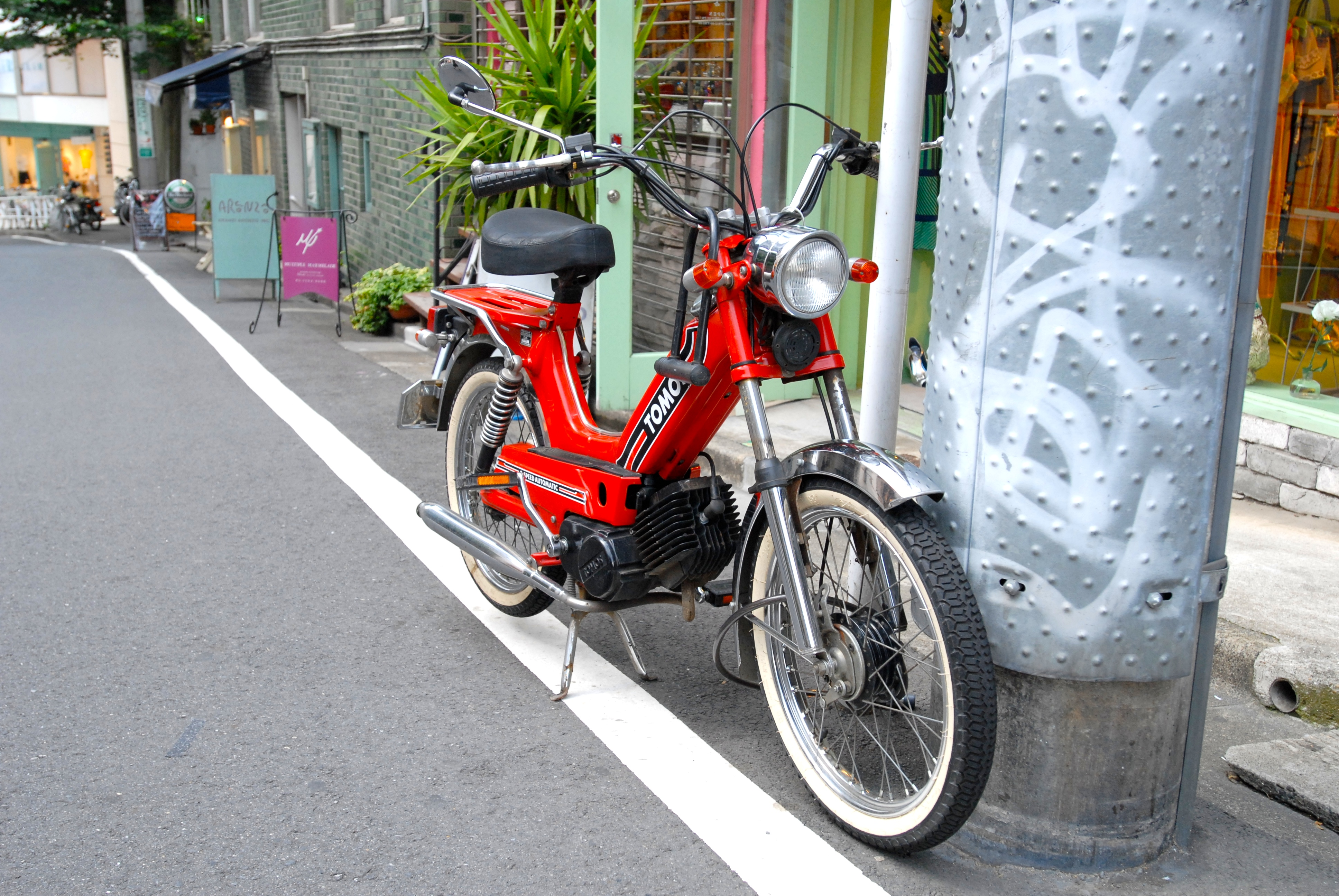
Moped „Tomos Classic 2“, aufgenommen in Japan

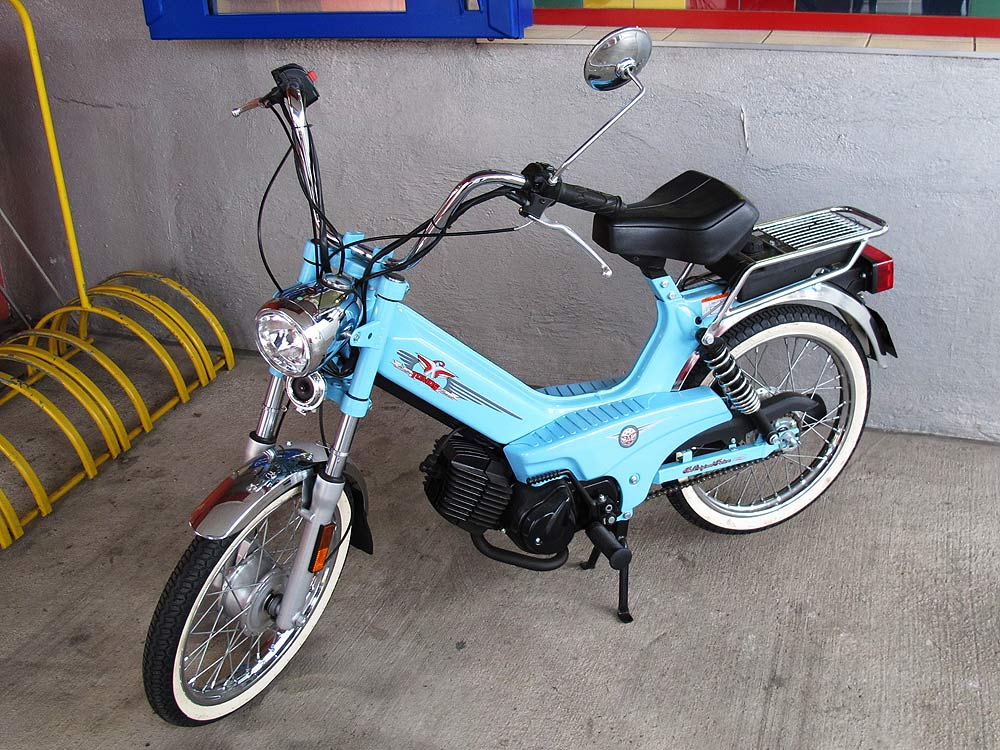
Schwestermodell des Puch Maxi: Tomos Classic XL 25

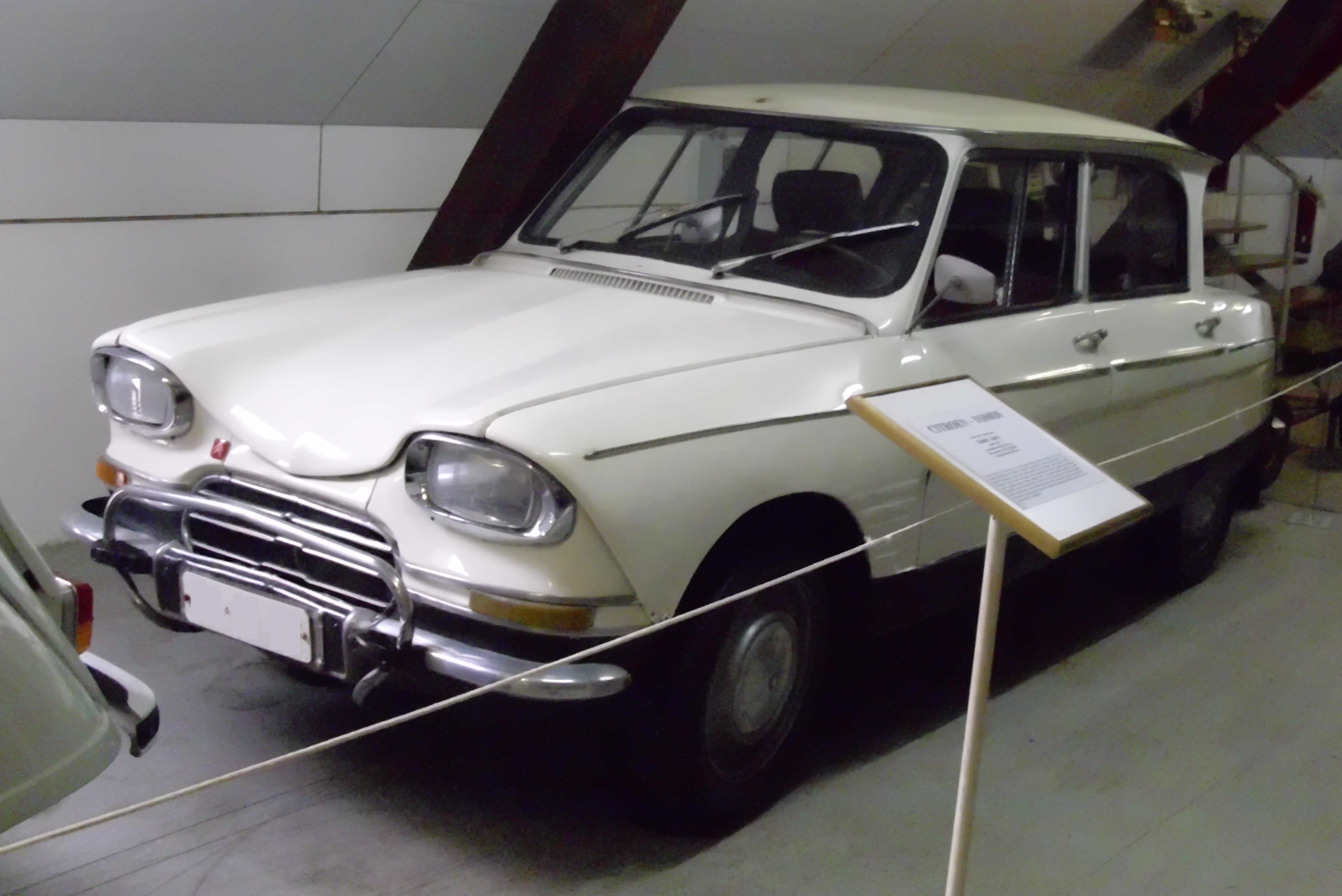
Tomos Ami 6 von 1967

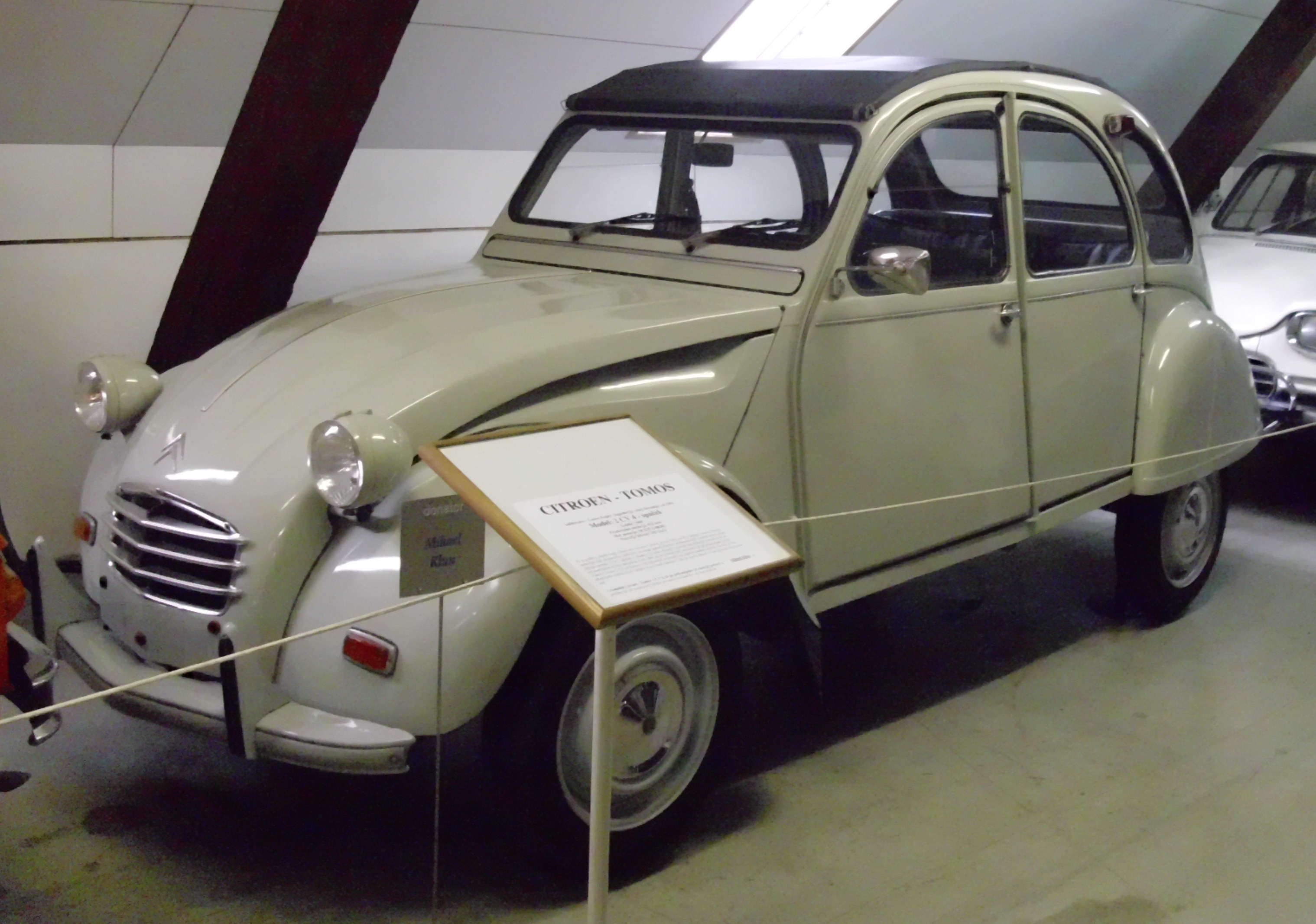
Tomos 2 CV von 1968

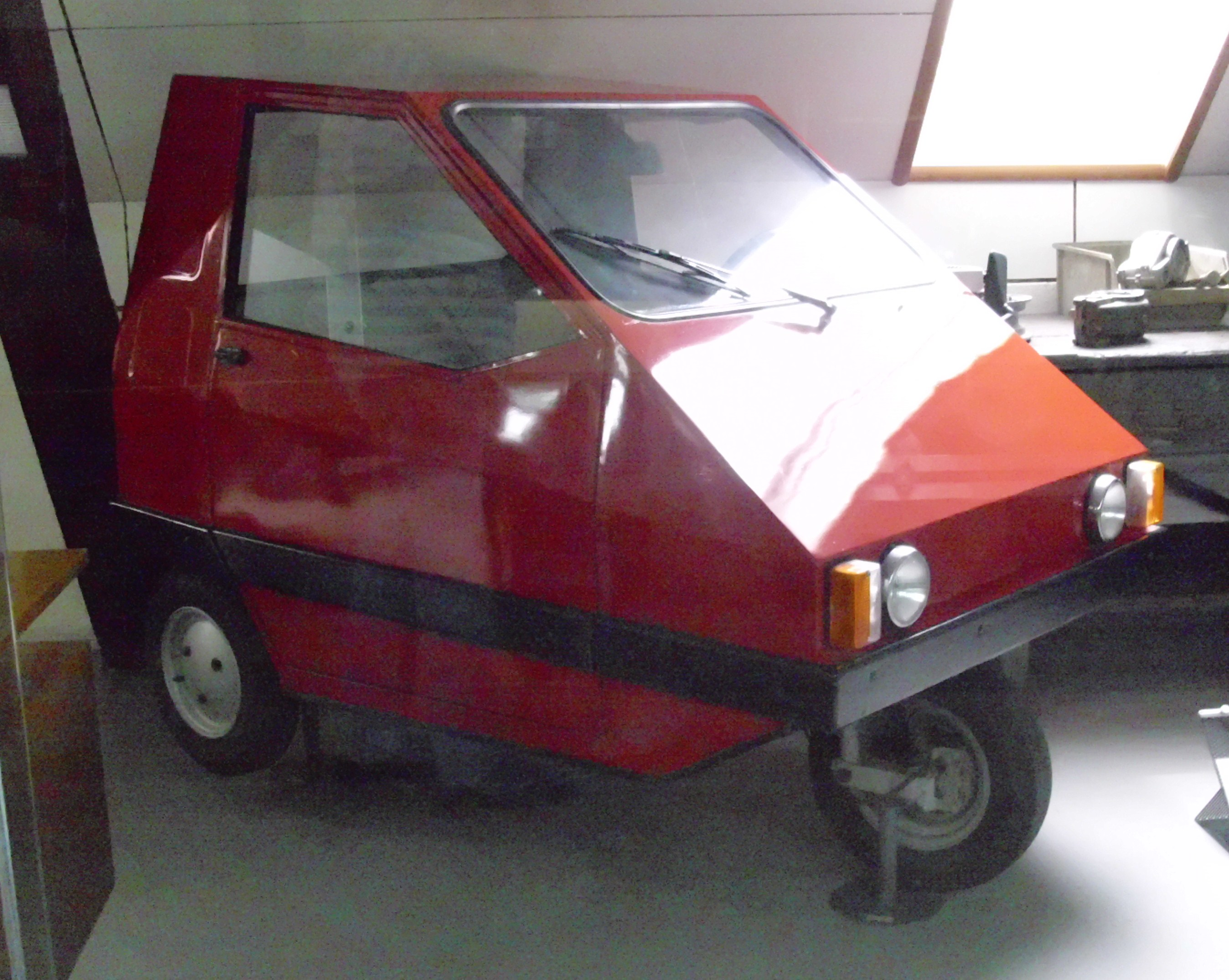
Blieb ein Prototyp: Tomos Triko von 1981–1982

Tomos (Abkürzung für Tovarna Motornih Vozil, wörtlich übersetzt:
Fabrik für Motor-Fahrzeuge; ursprünglich Tovarna motornih koles Sežana = Fabrik für Motorräder Sežana) war ein Hersteller von Kraftfahrzeugen in Koper (Slowenien, früher Jugoslawien), der zuletzt Mopeds herstellte und früher Autos nach Lizenz von Citroën produzierte. 2019 ging die Firma in die Insolvenz.

## Geschichte
Das 1954 gegründete Unternehmen wurde durch den Bau von Mopeds, Kleinmotorrädern und Außenbordmotoren bekannt. Um 1970 wurde auch ein Motorrad der 750er-Klasse gebaut, das Modell Tomos Norton TN 750 Fastback. Die Anfänge waren auf Konstruktionen der Puch-Werke (Österreich) gestützt. Eine Moped-Baureihe basierte auf der Puch MS 50. Diese wurde unter anderem als Colibri vermarktet und war als Moped- oder Mokick-Ausführung erhältlich. Spätere Mopeds basierten auf dem Puch Maxi. Später baute Tomos zahlreiche Eigenentwicklungen, unter anderem für den Sporteinsatz Rennmotorräder.
Ab 1960 wurde bei Tomos der Citroën 2CV für den jugoslawischen Markt gebaut, später auch die Modelle Citroën Ami 6, Citroën Ami 8 und Citroën Dyane. 1972 gründeten Citroën, Iskra und Tomos das neue Unternehmen Cimos zur Fortführung der Automobilproduktion. Tomos war lange Zeit ein bedeutender Zulieferer für die Motorradfabrikation von BMW.
Der Citroën 2CV, in Deutschland Ente genannt, hatte in Jugoslawien den Spitznamen Spaček (auch Spale oder Spaja), abgeleitet von Sitroen (Lautschrift für Citroën) und Paček (Verkleinerungsform von Patka = Ente) bzw. Paja Patak = Donald Duck.
In den 1980er Jahren wurden Fahrräder des holländischen Herstellers Sparta unter der Marke Tomos verkauft.
Zwischen 1981 und 1982 entstand mindestens ein Prototyp eines dreirädrigen Kleinstwagens. Der Tomos Triko ging allerdings nicht in Serienproduktion.
Seit 1966 wurden Tomos-Zweiräder auch in Epe (Niederlande) gebaut. Zum 1. Dezember 2009 wurde die Produktion in Epe eingestellt und in das slowenische Stammwerk verlagert. Seit September 2012 vertrat Moteo Nederland BV die Marke Tomos in den Niederlanden.